# Gelbfledermäuse
Die Gelbfledermäuse (Rhogeessa) sind eine Fledermausgattung aus der Familie der Glattnasen (Vespertilionidae). Die Arten leben in Mittel- und Südamerika.

## Merkmale
Die Vertreter der Gattung erreichen eine Kopfrumpflänge von 37 bis 50 mm, eine Schwanzlänge von 28 bis 48 mm und ein Gewicht von 3 bis 10 g. Die Unterarme sind 25 bis 35 mm lang. Bei den meisten Arten hat das Fell der Oberseite eine gelbbraune bis hellbraune Farbe, während die Unterseite oft heller ist. Unterschiede zu anderen Glattnasen bestehen in abweichenden Details des Schädels und des Gebisses. So gibt es z. B. nur einen Schneidezahn in den oberen Kieferhälften.

## Arten und Verbreitung
Folgende Arten zählen zur Gattung der Gelbfledermäuse.
- Yucatán-Gelbfledermaus (Rhogeessa aeneus), Yucatán, Mexiko.
- Allen-Gelbfledermaus (Rhogeessa alleni), Zentral-Mexiko.
- Chiapias-Gelbfledermaus (Rhogeessa genowaysi), Südwest-Mexiko.
- Schlanke Gelbfledermaus (Rhogeessa gracilis), West-Mexiko.
- Husson-Gelbfledermaus (Rhogeessa hussoni), Nordost-Brasilien.
- Thomas-Gelbfledermaus (Rhogeessa io), Honduras bis Brasilien und Bolivien.
- Zwerg-Gelbfledermaus (Rhogeessa minutilla), Kolumbien, Venezuela.
- Kleine Gelbfledermaus (Rhogeessa mira), West-Mexiko am Fluss Balsa.
- Tres-Marias-Gelbfledermaus (Rhogeessa parvula), West-Mexiko.
- Schwarzflügel-Gelbfledermaus (Rhogeessa tumida), Mittelamerika.

## Lebensweise
Die Arten der Gelbfledermäuse kommen in verschiedenen Lebensräumen vor, wie Wälder, Buschland, Gebirge oder Halbwüsten. Sie ruhen in Baumhöhlen, unter Palmwedeln oder in Hausdächern. Bei der Jagd nach Insekten fliegen sie meist 1 bis 4 Meter über dem Grund. Oft teilen sich 2 bis 5 Individuen ein Jagdgebiet. Ein Wurf besteht allgemein aus Zwillingen.